# Mistrzostwa Polski w Tenisie Stołowym 1989
Mistrzostwa Polski w Tenisie Stołowym 1989 – 57. edycja mistrzostw, która odbyła się w 1989 roku w Hali PoloniaCzęstochowie.

## Medaliści
| Konkurencja             | Złoty                                                                           | Srebrny                                                               | Brązowy                                                               |
| Gra pojedyncza mężczyzn | Andrzej Grubba (Zugbrücke Grenzau)                                              | Leszek Kucharski (BTK Halmstad)                                       | Zbigniew Mojski (AZS Gdańsk)                                          |
| Gra pojedyncza kobiet   | Elżbieta Gracek (AZS Wrocław)                                                   | Alina Mikijaniec (AZS Wrocław)                                        | Dorota Bilska-Borkowska (AZS Wrocław)                                 |
| Gra podwójna mężczyzn   | Andrzej Grubba (Zugbrücke Grenzau) Zbigniew Mojski (AZS Gdańsk)                 | Jarosław Łowicki (Start Włocławek) Piotr Skierski (Górnik Czerwionka) | Piotr Molenda (AZS Gliwice) Jarosław Kołodziejczyk (AZS Gliwice)      |
| Gra podwójna kobiet     | Jadwiga Kawałek-Szymanelis (Włókniarz Łódź) Ewa Brzezińska-Janik (LUKS Chełmno) | Dorota Djaczyńska-Nowacka (Zagłębie Lubin) Anna Januszyk (AZS Gdańsk) | Edyta Bednarska (Burza Wrocław) Anna Mikijaniec (Burza Wrocław)       |
| Gra mieszana            | Leszek Kucharski (AZS Gliwice) Dorota Bilska-Borkowska (AZS Wrocław)            | Piotr Molenda (AZS Gliwice) Elżbieta Gracek (AZS Wrocław)             | Piotr Frąckowiak (Lumel Zielona Góra) Anna Mikijaniec (Burza Wrocław) |